# Bettincourt
Bettincourt (en wallon Bètîcoûr, en néerlandais Bettenhoven) est une section de la commune belge de Waremme, située en Région wallonne dans la province de Liège. C'était une commune à part entière avant la fusion des communes de 1971.

## Toponymie
Voir Béthencourt.

## Géographie
Le village de Bettincourt présente un habitat très dense, regroupé autour de l’église et des exploitations agricoles. Après la Seconde Guerres mondiale, Bettincourt a connu une urbanisation sévère : des bâtiments ont été construits en dehors du périmètre initial, conduisant malheureusement à la coalescence avec la ville de Waremme.
C'était une commune à part entière avant la fusion des communes de 1971.
Le ruisseau de la Grande Bek se jette dans la Mule au sud du village.

## Démographie
- Sources:INS, Rem:1831 jusqu'en 1970=recensements, 1976= nombre d'habitants au 31 décembre

## Histoire
Village essentiellement agricole, on y comptait en 1675 15 chevaux, 38 vaches et génisses, 16 porcs, mais aucun mouton alors qu'il y en avait près de 800 à Waremme !
Une église est déjà mentionnée à Bettincourt en 1314. l’édifice actuel remplace une église plus ancienne, qui était délabrée lors des visites archidiaconales du XVIIe et du début du XVIIIe siècles.
Durant l’Ancien Régime, les abbés d’Amay étaient les collateurs de la paroisse. C’est d’ailleurs grâce à Amand van den Steen de Jehay, abbé séculier d’Amay, qu’a été élevée en 1771 la petite église Saint-Lambert. La brique en constitue le matériau principal et le calcaire est réservé aux endroits exposés à l’usure (soubassement, chaînages d’angle et encadrements de baies). À l’est, la tour carrée en avant-corps est percée d’un haut portail aux linteaux échancrés et montants appareillés à refends. Au-dessus, une dalle rectangulaire écornée figure les armes couronnées de l’abbé et le chronogramme (1771) :  aeDIfICaVIthanC/benIgnUs praesUL/aManIensIs (« Le prélat bienveillant d’Amay fit édifier ce monument »). La tour est flanquée d’annexes basses et se prolonge par une large nef de deux travées et un chœur occidental profond et étroit. L’intérieur est rythmé par des pilastres stuqués de motifs rococo. Le plafond est orné d’un stuc représentant le trigramme de Jésus IHS" (Iesus Hominum Salvator), entouré d’un cercle de rosettes et du millésime AN/NO 17/71 (« année 1771 »).
Lors de l'annexion Française la commune fait partie du département de l'Ourte province de Liège, canton de Waremme

## Administration

### Liste des maires et bourgmestre
À partir de 1825 ils portent le titre de bourgmestre
| manandat                 | Identité              | Notes                                      |
| ------------------------ | --------------------- | ------------------------------------------ |
|                          | Dieudonné Guilick     |                                            |
| 1807-1817                | G:e:Vandermeir        |                                            |
| 1817-1837                | Gilles Joseph Lesenne | mort durant son mandat le 11 décembre 1837 |
| décembre 1837 - mai 1838 | Louis Boden           | échevin, bourgmestre par intérim           |
| 1838-1858                | Louis Boden           |                                            |
| 1858-                    | Louis Coëme           |                                            |

## Personnalités
- Guy Coëme, homme politique.